# Гардемарины III
«Гардемарины-III» (нем. Drei Degen für die Zarin) — третий фильм о гардемаринах, продолжение фильмов «Гардемарины, вперёд!» и «Виват, гардемарины!», снимавшийся на киностудии «Мосфильм» в 1991 году в течение трёх месяцев (в частности, ряд сцен снимался в дни Августовского путча). Закрытая премьера состоялась в Москве в Центральном доме кинематографистов 20 ноября 1992 года. Большая премьера на всю страну прошла на телеканале «РТР» 7 января 1995 года.

## Сюжет
Российская империя, 1757 год. Идёт Семилетняя война, в которой у России нет своих выгод — русские солдаты вынуждены сражаться за интересы Австрии и абсолютистской Франции против Пруссии Фридриха Великого.
Старые друзья-гардемарины исправно служат Родине, хотя и не в той мере, в какой они себе представляли. Александр Белов — с отрядом на Аляске, Никита Оленев — при дворе, Алексей Корсак послан императрицей Елизаветой Петровной в Венецию за муранским стеклом.
Во время путешествия в Венецию капитан Корсак спасает якобы потерпевшего кораблекрушение прусского офицера. Капитан не знает, что это — бежавший из-под ареста шпион барон фон Брокдорф: его подрывная деятельность на территории России была раскрыта, но он умудрился совершить побег. Цель Брокдорфа — тоже Венеция: там его ждёт возлюбленная и одновременно резидент прусской шпионской сети — королева Елизавета-Христина.
Никиту Оленева судьба тоже испытывает на прочность: канцлер Бестужев убеждён, что Корсак намеренно помог Брокдорфу бежать, будучи его сообщником. Кроме того, Никита искушаем любовью. Хитрая и вероломная Екатерина Алексеевна, супруга наследника престола, замешана в «шпионских играх» своего дядюшки Фридриха. Чтобы передать резиденту — прусской королеве — сведения о положении дел в русской армии, она использует влюблённого в неё Никиту. С виду всё выглядит вполне буднично: Никите велено передать Елизавете-Христине коробочку с украшением… Никита отправляется в Венецию в компании своего друга — Павла Горина.
А в это время Корсак благополучно прибывает в место назначения. В Венеции — традиционный карнавал, и никто не предполагает, что из-под маски за капитаном Корсаком наблюдает некая дама. Это — мать Екатерины, герцогиня Иоганна-Елизавета, высланная из России за связь с прусской разведкой. Она тоже спешит к шпионке-королеве со своими донесениями. Герцогиня подсылает убийц для расправы с Корсаком — она убеждена, что он послан ей на беду. Капитан успешно отражает все атаки наёмников, но его самого арестовывают по обвинению в убийстве.
Никита Оленев доставляет королеве подарок Екатерины. В подкладку коробочки зашита шифрограмма, повествующая о том, что Елизавета Петровна при смерти, а фельдмаршал Апраксин не склонен воевать с Пруссией…
Иоганна Ангальт-Цербстская спешно едет в Потсдам к своему благодетелю Фридриху Великому. Тот встречает её, как всегда, холодно и насмешливо: ему важны такие люди, как Иоганна, но он их искренне презирает.
Оленев и Горин узнают, что их друг безвинно заточён в тюрьму: их цель — его освобождение. Параллельно выясняется, что Екатерина использовала Никиту в своих шпионских играх. Друзья захватывают Брокдорфа, но ему удаётся скрыться.
По прибытии в Петербург Оленев передаёт императрице ответную шифрограмму, предназначенную Екатерине. Не без его помощи хитрая и умная великая княгиня умудряется ловко провести стареющую Елизавету. Оленев же, однако, окончательно разочаровывается в Екатерине и отказывается от данной ей когда-то клятвы.
А в это время Фридрих наносит удар по русским войскам — ему, победителю Европы, не страшны «какие-то варвары». Он заявляет, что ключи к победе — один лишний выстрел в минуту и внезапность. Гардемарины вопреки приказу Апраксина увлекают за собой кавалерию и разбивают Фридриха, он вынужден спасаться бегством. Среди преследователей Фридриха — Корсак, Оленев и Горин. В лесу происходит и последняя дуэль Корсака и Брокдорфа, закончившаяся поражением второго, но не гибелью. Несмотря на решительную победу в Грос-Егерсдорфском сражении, Апраксин приказывает играть отступление и ссылает попытавшегося этому воспрепятствовать Горина за своеволие на Камчатку.

## В ролях
- Дмитрий Харатьян — Алексей Корсак
- Михаил Мамаев (озвучивает Андрей Градов) — князь Никита Оленев
- Александр Домогаров — Павел Горин
- Виктор Раков — барон фон Брокдорф
- Наталья Гундарева — императрица Елизавета Петровна
- Людмила Гурченко — Иоганна, герцогиня Ангальт-Цербстская
- Кристина Орбакайте — Екатерина Алексеевна (Фике), великая княгиня
- Барбара Рудник (озвучивает Лариса Данилина) — Елизавета-Христина, королева Пруссии
- Натя Яман (в титрах — Нахла Джаман; озвучивает Марина Дюжева) — Петра, бродячая актриса
- Евгений Евстигнеев — Алексей Петрович Бестужев, канцлер
- Херб Андресс[нем.] (озвучивает Армен Джигарханян) — Фридрих II, король Пруссии
- Юрий Яковлев — фельдмаршал Апраксин
- Лев Дуров — генерал Денисов
- Алексей Родионов — адъютант Апраксина
- Александр Кулямин — Сизов, помощник капитана
- Владимир Ширяев — лекарь Фридриха II
- Сергей Галкин — тюремщик в Венеции
- Сергей Неробеев (озвучивает Дмитрий Матвеев) — Василий, приятель Горина
- Александр Зуев — Рапп, генерал прусской армии

Закадровый текст читает Вячеслав Тихонов.

## Съёмочная группа
- Автор сценария: Нина Соротокина, Юрий Нагибин, Светлана Дружинина
- Режиссёр: Светлана Дружинина
- Оператор: Анатолий Мукасей
- Композитор: Виктор Лебедев
- Автор текстов песен: Юрий Ряшенцев
- Постановщик трюков и фехтования: Владимир Балон при участии А. Малышева
- Постановщик конных трюков: Игорь Новоселов

## Песни, прозвучавшие в фильме
- «Дешева обида на Руси» (исполняет Дмитрий Харатьян)
- «Не вешать нос!» (исполняет Дмитрий Харатьян)

## Продолжение
Съёмки новой части 4-го и 5-го фильма начались в мае 2019 и завершились в августе 2020 года. Они проходили в Крыму, Переславле-Залесском, Петергофе, Царском Селе и павильонах киностудии «Мосфильм».